# Hurst Island
Hurst Island ist eine Insel in der kanadischen Provinz British Columbia. Sie gehört zum Regional District of Mount Waddington. Die nächstgelegene größere Siedlung ist das etwa 14 km Luftlinie südöstlich gelegene Port Hardy. Sie wird im Norden durch die Königin-Charlotte-Straße vom Festland getrennt, im Süden durch den Goletas-Kanal von Vancouver Island. Zwischen Hurst Island und der westlichen Nachbarinsel Balaklava Island verläuft die Christie Passage. Hurst Island liegt, ebenso wie das östlich gelegene Bell Island, ganz im God’s Pocket Marine Provincial Park, einem der Provincial Parks in British Columbia.
Die Insel gehört zum traditionellen Siedlungsgebiet der Tlatlasikwala, einer Gruppe der Kwakwaka'wakw. Im Nordosten der Insel, in der Bucht Harlequin Bay, lag in der Vergangenheit eine Siedlung namens sa̱ksa̱gis.
Der moderne Name der Insel ist seit 1864 belegt. Seine Herkunft ist unklar.
Auf der Insel befindet sich ein Resort.
Die Gewässer südlich der Insel werden von Schiffen passiert, die auf der Inside Passage oder dem Alaska Marine Highway von Washington nach Alaska unterwegs sind.